# Aliakmonas

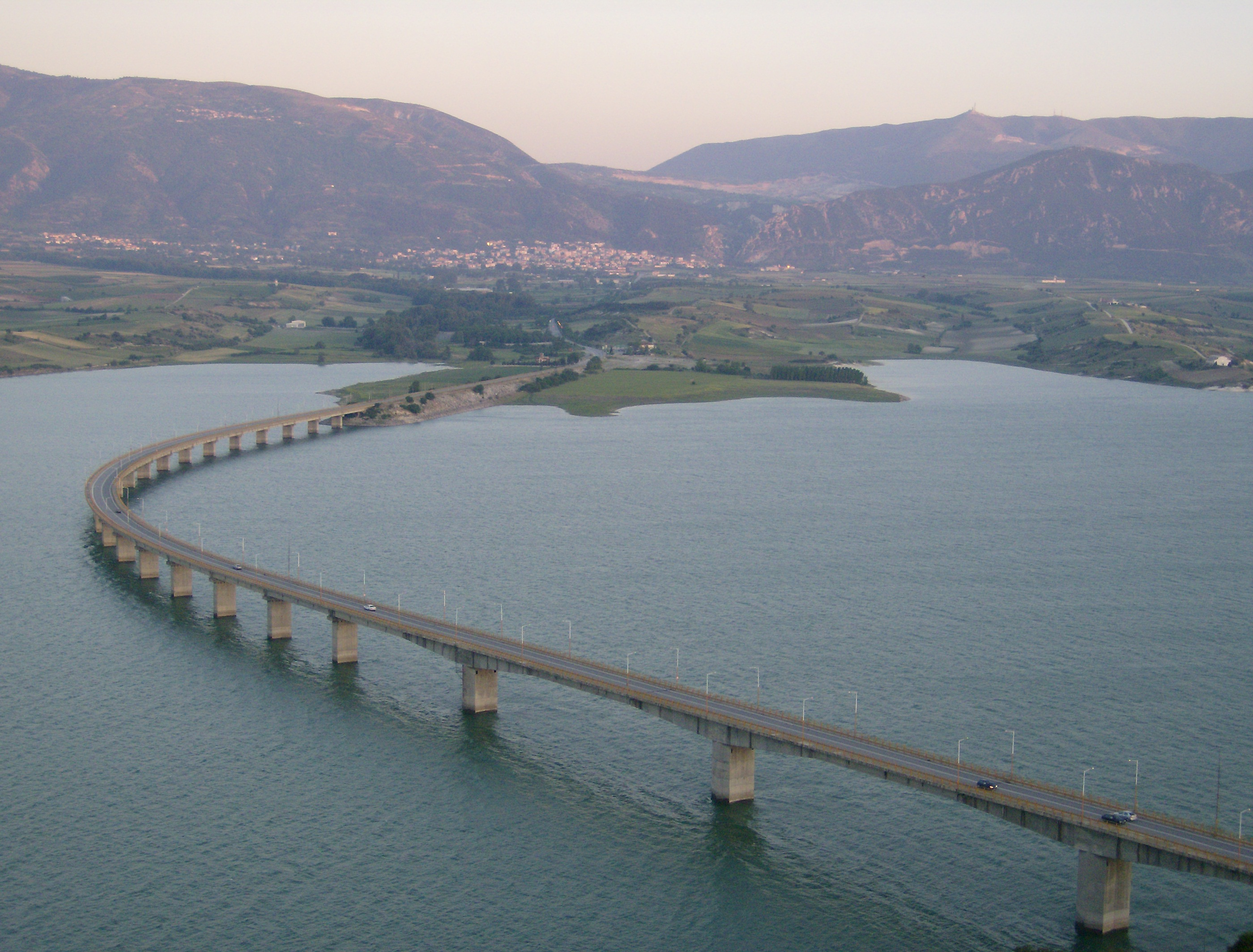
Bron (1352 m) över Polyfytosreservoaren i Aliakmonasfloden nära Servia.

Aliákmonasfloden (Grekiska: Αλιάκμονας, Aliákmonas; tidigare: Ἁλιάκμων, Aliákmon or Haliákmōn; Slaviska: Бистрица, Bistritsa) är med sina 322 kilometer Greklands längsta flod. Den flyter genom de grekiska provinserna Västra Makedonien och Centrala Makedonien. Enligt Julius Caesar, bildade Aliákmonas skiljelinjen mellan det historiska Makedonien och Thessalien.